# Annibale Rodio
Annibale Rodio (fl. 250 a.C.) è stato un condottiero cartaginese.
Nel 250 a.C., durante la Prima guerra punica, durante l'assedio della flotta dei Romani di Lilibeo, si propose di forzare il blocco. Con azione ardita e rapida, sfruttando venti e correnti favorevoli, da Trapani raggiunse Lilibeo (Polibio ci fornisce perfino l'ora: l'ora quarta) e il giorno dopo salpò. 
Il comandante Romano, osservando i preparativi, predispose una flottiglia di dieci navi per impedire l'uscita. Nonostante tutto, Annibale Rodio riuscì con audacia e velocità a sfuggire ai Romani fermandosi addirittura al largo con i remi alzati in segno di sfida. Queste imprese provocatorie si ripeterono per giorni recando aiuti e informazioni fra Trapani e Lilibeo, turbando le truppe romane con la loro audacia. Imitatori di Annibale Rodio cominciarono a operare nello stesso modo e i Romani, incapaci di fermarne le gesta, provarono a chiudere il porto con un terrapieno. A causa delle correnti fu un lavoro quasi del tutto inutile, ma in un punto i Romani riuscirono a creare un bassofondo che, essendo ignoto ai conoscitori della costa, una notte fece insabbiare e catturare una quadrireme punica.
La notte successiva Rodio entrò nel porto e cercò poi di uscirne nuovamente. La quadrireme catturata, fornita di un ottimo equipaggio dai Romani, riuscì a rimanere vicina all'imbarcazione di Rodio che dovette accettare il combattimento, in seguito al quale fu sconfitto e catturato. Con due quadriremi di ottima fattura affidate a equipaggi esperti i Romani riuscirono, quindi, a ostacolare la navigazione dei nemici nelle acque di Lilibeo.